# ویلیام مارسدن (ورزشکار)
ویلیام مارسدن (انگلیسی: William Marsden؛ ۲۴ نوامبر ۱۸۶۰ – ۱۰ مهٔ ۱۹۴۲) ورزشکار اهل بریتانیا بود.
وی در مسابقات کشوری و بین‌المللی در مجموع برندهٔ ۱ مدال برنز شده‌است.